# Vækstlag
|  | Denne artikel er oprettet af botten PalnaBot ud fra en ekstern database. Den kan derfor have sproglige fejl eller mangler. Denne skabelon kan fjernes efter kontrol af indholdet. |

Vækstlag er en film instrueret af Klaus Lundbo, Hans Jørgen Lykkeboe, Mads Nielsen.

## Handling
I 1968 afholdt de nordiske arkitektforbund en konkurrence for at få belyst, hvorledes arkitektur lod sig beskrive og formidle gennem filmmediet. Førstepræmien tilfaldt denne film, der handler om Amagerbro-området, der blev valgt som et anvendeligt objekt for filmen som eksempel på den naturlige bys ordnede princip, da områdets status har været som en baghave til København. Et byområde, der i høj grad er opstået ud fra momentvis planlægning og interesse, men uden nogen egentlig hoveddisposition fra starten. Den struktur, der er opstået på Amagerbro er kompleks i former og bygningsarter, miljø og oplevelser, men let opfattelig ved sine karakteristiske områder, sine vækstlag.